# Llarga és la nit
 Llarga és la nit  (títol original en anglès: Odd Man Out) és una pel·lícula britànica dirigida per Carol Reed, estrenada el 1947. Ha estat doblada al català.

## Argument
Johnny McQueen és el dirigent d'una organització clandestina irlandesa. Kathleen i la seva mare l'amaguen a casa seva. Allà, Johnny prepara un atracament que permetrà finançar les activitats futures del seu grup. Desgraciadament, durant l'atracament, les coses van malament: Johnny és ferit i ja no pot tornar al seu amagatall. Desapareix als carrerons de Belfast. Immediatament, s'estableix una persecució de gran envergadura, i la ciutat es troba presa per la policia. El cap d'aquesta està ben decidit a capturar Johnny i els altres membres de la banda. Quant a Kathleen, decideix anar a la recerca de Johnny.

## Repartiment
- James Mason: Johnny McQueen
- Robert Newton: Lukey
- Cyril Cusack: Pat
- Kathleen Ryan: Kathleen Sullivan
- F.J. McCormick: Shell
- William Hartnell: Fencie, el barman
- Fay Compton: Rosie
- Denis O'Dea: l'inspector
- W.G. Fay: el pare Tom
- Maureen Delaney: Theresa O'Brien
- Noel Purcell (no surt als crèdits): conductor de tramvia

## Premis i nominacions

### Nominacions
- 1947: Lleó d'or a la Mostra de Venècia
- 1948: Oscar al millor muntatge per Fergus McDonell[3]
- 1948: BAFTA a la millor pel·lícula britànica